# Новобайрамгуловська сільська рада
Новобайрамгу́ловська сільська рада (рос. Новобайрамгуловский сельский совет) — муніципальне утворення у складі Учалинського району Башкортостану, Росія. Адміністративний центр — присілок Новобайрамгулово.

## Населення
Населення — 650 осіб (2019, 724 в 2010, 828 в 2002).

## Склад
До складу поселення входять такі населені пункти:
| Населений пункт            | Населення, осіб (2002) | Населення, осіб (2010) |
| -------------------------- | ---------------------- | ---------------------- |
| Каїпкулово, присілок       | 117                    | 107                    |
| Мусино, присілок           | 86                     | 83                     |
| Новобайрамгулово, присілок | 512                    | 444                    |
| Суяргулово, присілок       | 113                    | 90                     |